# Gerbamont
Gerbamont är en kommun i departementet Vosges i regionen Grand Est (tidigare regionen Lorraine) i nordöstra Frankrike. Kommunen ligger i kantonen Saulxures-sur-Moselotte som tillhör arrondissementet Épinal. År 2022 hade Gerbamont 353 invånare.

## Befolkningsutveckling
Antalet invånare i kommunen Gerbamont
| Referens: INSEE |